# 폭력 및 괴롭힘 협약
일의 세계에서 폭력 및 괴롭힘의 근절에 관한 협약 또는 폭력 및 괴롭힘 협약(Violence and Harassment Convention, 2019)은 일터에서의 폭력이나 괴롭힘을 방지하기 위해 채택된 국제 노동 기구의 제190호 협약이다. 2019년 국제 노동 기구 총회에서 채택되었고, 2021년 6월 25일에 발효되었다.

## 협약의 내용

### 폭력 및 괴롭힘의 정의와 협약 적용 범위
일의 세계에서 폭력과 괴롭힘은 1회성인지 반복적인지와 무관하게 신체적·정신적·경제적·성(性)적 피해 야기를 목적으로 하거나, 피해를 초래하거나 초래할 개연성이 있는 허용되지 않는 행위나 관행, 위협으로 정의되며, 젠더 기반의 폭력과 괴롭힘을 포함한다. 젠더 기반의 폭력과 괴롭힘은 성별이나 젠더를 이유로 한 괴롭힘, 특정 성별에 대한 불균등한 대우, 성적 괴롭힘을 의미한다.
이 협약은 국내법상의 근로자는 물론 계약상의 지위와 무관하게 일하는 모든 사람에게 적용된다.

### 권리 구제
회원국은 직장 내부 단계의 신고 및 조사 시스템, 직장 외부의 분쟁해결기구, 법원을 통한 효과적이고 적정한 권리구제 수단을 보장하여야 히며, 신고자·피해자·증인·내부 고발자에 대한 불이익 조치로부터의 보호와 신고자·피해자에 대한 지원 조치를 하여야 한다. 사건에 관련된 사람의 프라이버시와 비밀을 보호하여야 하며, 폭력이나 괴롭힘에 대한 적정한 제재 조치가 이루어질 수 있도록 하여야 한다.

## 같이 보기
- 괴롭힘
- 직장 내 괴롭힘
- 갑질